# Liste der Bodendenkmäler in Wenden (Sauerland)
Die Liste der Bodendenkmäler in Wenden (Sauerland) führt die Bodendenkmäler der sauerländischen Stadt Wenden (Sauerland) auf (Stand: Oktober 2014).
| Bild                                               | Bezeichnung                                        | Lage  | Beschreibung | Bauzeit | Eingetragen seit | Denkmal- nummer |
| -------------------------------------------------- | -------------------------------------------------- | ----- | ------------ | ------- | ---------------- | --------------- |
| Wendenerhütte mit teilweisem Unter- und Obergraben | Wendenerhütte mit teilweisem Unter- und Obergraben | Karte |              |         |                  | 21              |